# The Power of Love (canción de Frankie Goes to Hollywood)
«The Power of Love» (en español: «El Poder del Amor») es una canción originalmente grabada y publicada por la banda británica Frankie Goes to Hollywood. Está incluida en el álbum Welcome to the Pleasuredome, de 1984.
Fue escrita por Holly Johnson, Peter Gill, Mark O'Toole y Brian Nash, cuatro de los cinco miembros de la banda, y lanzada por el grupo como su tercer sencillo.
Fue publicada a finales de 1984 y llegó al número uno en el ranking británico en diciembre. El vídeo no fue censurado en esta ocasión pero también levantó cierta polémica: muestra una escena de Navidad y no aparece ningún miembro del grupo. Solo se les ve en unas imágenes añadidas a los fotogramas. Como consecuencia, desde entonces algunas cadenas de radio y televisión suelen emitirla en Navidad, aunque la letra no tiene relación con esta festividad. 
El proyecto benéfico para el Tercer Mundo llamado Band Aid -para el cual Holly Johnson grabó un mensaje en la cara B- originó que "The Power of Love" consiguiera colocarse esta vez en el número uno solo durante una semana, puesto que fue desplazado de ese lugar por el tema "Do They Know It's Christmas?". "The Power of Love" pertenece al primer álbum de la banda, Welcome to the Pleasuredome, que consiguió el número uno en ventas en el Reino Unido. 

## La Fuerza Mayor
En el 2008 el grupo musical de crossover clásico Il Divo lanzó en su álbum «The Promise» la primera versión de esta canción reescrita en español, titulada «La Fuerza Mayor», siendo el único grupo mundial al que se le ha otorgado ese derecho. La canción versionada para Il Divo trasmite el mensaje de que es una oda al amor desde la concepción más mística a la física.